# 程咨
程 咨（てい し、生没年不詳）は、中国後漢末期から、三国時代の呉にかけての人物。本貫は幽州右北平郡土垠県。
父の程普は孫権に仕えた名将の一人。孫権は皇帝に即位した後、生前の程普の功績を改めて称えるために、程咨を亭侯に封じた。

## 三国志演義
羅貫中の小説『三国志演義』では第44回で登場。赤壁の戦いにおいて当初、程普は年下の周瑜が総司令官に任じられたことに不満を抱いて軍議を欠席し、代理として程咨を出席させた。その軍議からの帰宅後、程咨は程普に、周瑜の采配は全て兵法に適っていたと報告。それを受けて程普も感嘆し、周瑜の指揮下に入ることを良しとした。